# Вальден, Нелл
Нелл Вальден (швед. Nell Walden), урождённая Нелли Анна Шарлотта Рослунд (Nelly Anna Charlotta Roslund; 29 декабря 1887, Карлскруна — 21 октября 1975, Берн) — шведская художница-абстракционист, писательница и коллекционер искусства. В течение нескольких лет была женой Герварта Вальдена и принимала участие в деятельности художественного журнала Der Sturm. В 1910-х — 1920-х годах собрала большую коллекцию авангардного искусства и этнографических артефактов.

## Биография и творчество
Нелли Рослунд родилась в 1887 году в Карлскруне. Она была старшей из пятерых детей военного священника, впоследствии викария, Фритьофа Рослунда и Хильды Смит, происходившей из богатой шотландской семьи. Нелли ходила в школу для девочек в Треллеборге, где жили родители её матери. Окончив школу в 1904 году, она отправилась в Лунд учиться музыке и в 1908 году получила в Векшё диплом органиста. Однако игра на органе не стала основным делом её жизни, и она лишь иногда играла на службах в церкви, где служил её отец.
В 1909 году Нелли, вместе с сестрой Стиной, продолжила обучение музыке в Берлине. В 1910 году она обручилась с архитектором Фолке Бенсовом и отправилась с ним в поездку по городам Европы (Берлин, Дрезден, Прага). Однако в 1911 году Нелли расторгла помолвку. Тогда же, в 1911 году, она встретила Герварта Вальдена, писателя, художественного критика и основателя журнала Der Sturm, который стал её первым мужем. Их бракосочетание состоялось в Лондоне 23 ноября 1912 года.
В этот же период Нелл Вальден начала коллекционировать предметы искусства и принимать активное участие в деятельности мужа. Вальден всячески способствовал продвижению авангардного искусства и, помимо издания журнала, открыл художественную галерею, устраивал публичные лекции и дискуссии, создал художественную школу, театр, книжный магазин и издательство. Нелл Вальден отвечала за организацию выставок и международные связи. В частности, она была организатором Первого Немецкого Осеннего салона (нем. Erster Deutscher Herbsalon), на котором экспонировались около 300 работ 90 художников из 14 стран и который имел огромное значение для развития европейского искусства и утверждения общества Der Sturm в качестве художественного центра европейского масштаба. В нём принимали участие такие художники, как Василий Кандинский, Марк Шагал, Фернан Леже, Умберто Боччони, Альбер Глез, Жан Метценже, Соня Делоне, Пауль Клее, Габриэле Мюнтер.
Во время Первой мировой войны Вальден попробовала себя в роли журналиста, публикуя в шведской прессе статьи о культурной жизни Германии. Средства от публикаций шли на поддержку общества Der Sturm. В 1916 году, по совету своей подруги, художницы Габриэле Мюнтер, Нелл Вальден обратилась к живописи и начала посещать занятия в художественной школе Der Sturm. Её мало интересовала фигуративная живопись, и она преимущественно создавала абстрактные композиции. Вальден экспериментировала с разными техниками: писала маслом, рисовала акварелью, темперой, гуашью на бумаге, дереве и стекле; расписывала керамику и мебель, создавала мозаики и коллажи. В 1917 и 1918 году её работы демонстрировались на персональных и общих выставках, организованных в рамках Der Sturm.
Нелл Вальден также писала стихи и публиковала их под псевдонимом «Марья Энид» в газете, издаваемой Der Sturm. В 1933 году вышел сборник её стихов «Под звёздами».
Работа корреспондентом и переводчиком в годы войны предоставила Вальден средства, необходимые, чтобы заняться коллекционированием искусства. Она приобретала работы, участвовавшие в выставках Der Sturm, а также собирала этнографические предметы. К 1915 году она собрала немалую коллекцию, ядро которой составили рисунки Оскара Кокошки — свадебный подарок от мужа. Кроме того, её коллекция включала работы Александра Архипенко, Марка Шагала, Иоганнеса Иттена, Василия Кандинского, Пауля Клее, Франца Марка, Габриэле Мюнтер, Джино Северини. Отдельно были представлены работы кубистов: Эмиля Филлы, Альбера Глеза, Жана Метценже, Фернана Леже, Пабло Пикассо. Вальдены демонстрировали коллекцию в собственной квартире, установив часы посещения.
В 1924 году Нелл и Герварт Вальден развелись, и Нелл перестала поддерживать связи с Der Sturm (распавшимся в 1932 году). В 1926 году она вышла замуж за доктора Ханса Хаймана. Поскольку Хайман был евреем, в 1933 году, после прихода нацистов к власти, супруги развелись из тактических соображений. Они рассчитывали, что Вальден, как гражданка Швеции, сможет уехать и найти надёжное убежище для Хаймана. Однако в 1937 году Хайман был арестован и приговорён к четырём годам тюрьмы. В 1940 году Вальден вышла замуж за швейцарца Ханнеса Уреха, надеясь с его помощью получить швейцарскую визу для Хаймана. Но в 1942 году Хайман был депортирован и казнён в Риге. Нелл Вальден вплоть до своей смерти сохранила швейцарское гражданство.
Вальден перевезла в Швейцарию значительную часть своей коллекции, что позволило спасти её от нацистов. Коллекция неоднократно выставлялась в 1944—1946 годах, но в 50-х постепенно распалась: отчасти в результате аукциона 1954 года в Штутгарте, а отчасти из-за того, что Вальден отдала часть экспонатов музеям Швеции и Швейцарии.
В 40-е годы Нелл Вальден занималась преимущественно сохранением наследия Герварта Вальдена и Der Sturm. Она также издала две книги мемуаров, посвящённые этой теме. Нелл Вальден умерла в 1975 году в Берне. Её прах был развеян над Эресунном; на Новом кладбище в Ландскруне установлен памятный камень в её честь.